# 尤安·纳西奥·莒尼奥尔
尤安·纳西奥·莒尼奥尔（João Inácio Junior） 是巴西知名的电台及電視新聞主播，亦是一名记者。出生於巴西塞阿臘州（Ceará）。1978年，他於綠海電台（Rádio Verdes Mares）開始他的职业生涯，隨後更進入了地球電視（Globo TV）的子機構綠海電視（TV Verdes Mares）工作。於80年代初期，他曾於FM 93電台主持過一個名為Disque e Toque（英：Dial and Touch）的節目。
多年來他一直都是第十頻道雜誌（Jornal do 10）的主播，現在他更於每日電視（TV Diário）主持一個名為 João Inacio's Show的節目，使其於巴西全國聲名大噪。

## 外部連結
- Rádio Verdes Mares 810 （页面存档备份，存于）
- Radialista estréia no programa João Inácio Jr. - Diário do Nordeste, 1998[永久]